# Bohrinsel 23051
Die Bohrinsel 23051 befindet sich im Golf von Mexiko rund 20 Kilometer vor der Küste des US-amerikanischen Bundesstaates Louisiana. Sie gehörte Taylor Energy, einem Unternehmen der Familie Taylor. 2004 wurde die Bohrinsel durch den Hurrikan Ivan verschoben und die Ölquellen wurden stark beschädigt. Seitdem wird Öl in erheblichen Mengen freigesetzt. 2008 verkaufte das Unternehmen seine Ölquellen an ein südkoreanisches Konsortium.